# Wörth an der Isar
Wörth an der Isar, Wörth a.d.Isar – miejscowość i gmina w Niemczech, w kraju związkowym Bawaria, w rejencji Dolna Bawaria, w regionie Landshut, w powiecie Landshut, siedziba wspólnoty administracyjnej Wörth an der Isar. Leży około 15 km na północny wschód od Landshut, nad rzeką Izara, przy autostradzie A92, drodze B11 i linii kolejowej Landshut – Plattling.

## Demografia
| Rok  | Liczba mieszk. |
| ---- | -------------- |
| 1970 | 974            |
| 1987 | 1 389          |
| 2000 | 2 237          |

## Oświata
(na 1999)

W gminie znajduje się przedszkole (100 miejsc i 93 dzieci) oraz szkoła podstawowa (klasy 1-4, 193 uczniów).